# Jogos da Commonwealth de 2002
Os Jogos da Commonwealth de 2002  foram realizados em Manchester, Inglaterra, entre 25 de julho e 4 de agosto. Manchester foi proclamada como sede do evento em 3 de novembro de 1995, após a retirada das candidaturas de Adelaide, na Austrália e da Cidade do Cabo, na África do Sul

## Modalidades
Após a adição dos esportes coletivos na edição anterior, o Comitê Organizador de Manchester 2002 teve o árduo trabalho de modificar todo o programa proposto na sua candidatura, removendo alguns esportes por questões de infra-estrutura e popularidade na Inglaterra e adicionando outros pelos mesmos motivos. As lutas que estavam ausentes desde 1994, o judô que só esteve presente em 1990 e os estreantes triatlo e tênis de mesa foram incluídos no programa dos Jogos. Para a entrada destes esportes o Comitê Organizador optou remover o boliche, o críquete e a ginástica rítmica, causando polêmica entre alguns países participantes..Nesta edição os eventos para atletas com deficiência (EAD) se tornaram compulsórios no programa e cinco esportes incluíram eventos destes esportes o atletismo, natação,lawn bowls, tênis de mesa e halterofilismo incluíram eventos para atletas com deficiência (EAD).E assim estes eventos foram contabilizados no programa oficial.
| - Atletismo - Badminton - Boxe - Ciclismo - Esportes aquáticos - Nado sincronizado - Natação - Saltos ornamentais - Ginástica - Halterofilismo |  | - Hóquei sobre grama - Judô - Lawn Bowls - Lutas - Netball - Rugby sevens - Squash - Tênis de mesa - Tiro - Triatlo |

## Países participantes
| - Anguila - África do Sul - Antígua e Barbuda - Austrália - Bahamas - Bangladesh - Barbados - Belize - Bermudas - Botswana - Brunei - Camarões - Canadá - Chipre - Dominica - Escócia - Fiji - Gana |  | - Gâmbia - Gibraltar - Granada - Guernsey - Guiana - Ilha de Man - Ilhas Caimã - Ilhas Cook - Ilhas Falkland - Ilha Norfolk - Ilhas Salomão - Ilhas Virgens Britânicas - Índia - Inglaterra - Irlanda do Norte - Jamaica - Jersey - Kiribati |  | - Lesoto - Maldivas - Malta - Malásia - Malawi - Ilhas Maurícias - Montserrat - Moçambique - Namíbia - Nauru - Nigéria - Niue - Nova Zelândia - País de Gales - Paquistão - Papua-Nova Guiné - Quênia - Samoa |  | - Santa Helena, Ascensão e Tristão da Cunha - Santa Lúcia - São Cristóvão e Neves - São Vicente e Granadinas - Serra Leoa - Seychelles - Singapura - Sri Lanka - Essuatíni - Tanzânia - Tonga - Trinidad e Tobago - Turks e Caicos - Tuvalu - Uganda - Vanuatu - Zâmbia - Zimbabwe |

## Calendário
Este foi o calendário oficial dos Jogos: 
}

## Quadro de medalhas
| Ordem | País                  | Medalha de ouro | Medalha de prata | Medalha de bronze | Total |
| ----- | --------------------- | --------------- | ---------------- | ----------------- | ----- |
| 1     | Austrália             | 82              | 62               | 63                | 207   |
| 2     | Inglaterra            | 54              | 52               | 60                | 166   |
| 3     | Canadá                | 31              | 41               | 46                | 118   |
| 4     | Índia                 | 30              | 22               | 17                | 69    |
| 5     | Nova Zelândia         | 11              | 13               | 21                | 45    |
| 6     | África do Sul         | 9               | 20               | 17                | 46    |
| 7     | Camarões              | 9               | 1                | 2                 | 12    |
| 8     | Malásia               | 7               | 9                | 18                | 34    |
| 9     | País de Gales         | 6               | 13               | 12                | 31    |
| 10    | Escócia               | 6               | 8                | 16                | 30    |
| 11    | Nigéria               | 5               | 3                | 11                | 19    |
| 12    | Quênia                | 4               | 8                | 4                 | 16    |
| 13    | Jamaica               | 4               | 6                | 7                 | 17    |
| 14    | Singapura             | 4               | 2                | 7                 | 13    |
| 15    | Bahamas               | 4               | 0                | 4                 | 8     |
| 16    | Nauru                 | 2               | 5                | 8                 | 15    |
| 17    | Irlanda do Norte      | 2               | 2                | 1                 | 5     |
| 18    | Chipre                | 2               | 1                | 1                 | 4     |
| 19    | Paquistão             | 1               | 3                | 4                 | 8     |
| 20    | Fiji                  | 1               | 1                | 1                 | 3     |
| 20    | Zâmbia                | 1               | 1                | 1                 | 3     |
| 22    | Zimbabwe              | 1               | 1                | 0                 | 2     |
| 23    | Namíbia               | 1               | 0                | 4                 | 5     |
| 24    | Tanzânia              | 1               | 0                | 1                 | 2     |
| 25    | Bangladesh            | 1               | 0                | 0                 | 1     |
| 25    | Guiana                | 1               | 0                | 0                 | 1     |
| 25    | Moçambique            | 1               | 0                | 0                 | 1     |
| 25    | São Cristóvão e Neves | 1               | 0                | 0                 | 1     |
| 29    | Botswana              | 0               | 2                | 1                 | 3     |
| 30    | Uganda                | 0               | 2                | 0                 | 2     |
| 31    | Samoa                 | 0               | 1                | 2                 | 3     |
| 32    | Trinidad e Tobago     | 0               | 1                | 0                 | 1     |
| 33    | Barbados              | 0               | 0                | 1                 | 1     |
| 33    | Ilhas Caimã           | 0               | 0                | 1                 | 1     |
| 33    | Gana                  | 0               | 0                | 1                 | 1     |
| 33    | Lesoto                | 0               | 0                | 1                 | 1     |
| 33    | Malta                 | 0               | 0                | 1                 | 1     |
| 33    | Ilhas Maurícias       | 0               | 0                | 1                 | 1     |
| 33    | Santa Lúcia           | 0               | 0                | 1                 | 1     |
| Total | Total                 | 282             | 280              | 336               | 898   |

     País sede destacado.